# Russische Badmintonmeisterschaft 2007
Die Russische Badmintonmeisterschaft 2007 fand vom 29. Januar bis zum 4. Februar 2007 in Odinzowo statt.

## Sieger und Platzierte
| Disziplin    | Gold                               | Silber                               | Bronze                           |
| ------------ | ---------------------------------- | ------------------------------------ | -------------------------------- |
| Herreneinzel | Stanislav Pukhov                   | Sergey Ivlev                         | Vladimir Ivanov                  |
| Dameneinzel  | Ella Karachkova                    | Tatjana Bibik                        | Evgeniya Dimova                  |
| Herrendoppel | Alexandr Nikolaenko Vitaliy Durkin | Evgeny Dremin Alexey Vasiliev        | Victor Maljutin Nikolai Ukk      |
| Damendoppel  | Nina Vislova Valeria Sorokina      | Anastasia Russkikh Ekaterina Ananina | Ella Karachkova Irina Ruslyakova |
| Mixed        | Alexandr Nikolaenko Nina Vislova   | Vitaliy Durkin Valeria Sorokina      | Evgeny Dremin Evgeniya Dimova    |